# Батиров, Шарифбай
Шарифбай Батиров — советский узбекистанский хозяйственный деятель, Герой Социалистического Труда.

## Биография
Родился в 1895 году в кишлаке Туймокгузар.
В 1929—1947 — колхозник, звеньевой, бригадир, председатель колхоза в Наманганском районе.
В 1947—1948 — бригадир, в 1948—1949 — председатель совета урожайности, в 1949—1960 — бригадир колхоза имени Сталина Дерезликского сельсовета Наманганского района Наманганской области Узбекской ССР.
Указом Президиума Верховного Совета СССР от 2 ноября 1951 года присвоено звание Героя Социалистического Труда с вручением ордена Ленина и золотой медали «Серп и Молот».
Умер после 1974 года.

## Награды и звания
- Герой Социалистического Труда (02.11.1951)
- Орден Ленина (02.08.1949, 02.11.1951, 11.01.1957)
- Орден Знак Почёта (23.01.1946)